# Reggae Gold 2011
Reggae Gold 2011 – dziewiętnasty album z serii składanek Reggae Gold, wydawanej przez nowojorską wytwórnię VP Records.
Płyta ukazała się 20 czerwca 2011 roku, wraz z bonusowym CD zawierającym remixy wszystkich utworów, autorstwa panamskiego DJ-a Norie. Produkcją całości zajęli się Chris Chin oraz Joel Chin.
16 lipca 2011 roku album osiągnął 1. miejsce w cotygodniowym zestawieniu najlepszych albumów reggae magazynu Billboard i utrzymał się na szczycie jeszcze przez kolejny tydzień (ogółem był notowany na liście przez 18 tygodni).

## Lista utworów
1. Stephen Marley, Damian Marley & Buju Banton - "Jah Army"
2. I-Octane - "Nuh Ramp Wid We"
3. Assassin - "How Mi Feel"
4. Mavado - "Peppa"
5. Shabba Ranks - "None Ah Dem"
6. Cham, Mykal Rose & Rodney Price - "Stronger"
7. Shaggy & Alaine - "For Yur Eyez Only"
8. Vybz Kartel - "Whine (Wine)"
9. Gyptian - "Duggu Duggu"
10. Richie Spice - "Black Woman"
11. Stevie Face - "Can't Go Round It"
12. Tarrus Riley - "Groovy Little Thing"
13. Beres Hammond - "Pull Up"
14. Courtney John - "Everyday"
15. Queen Ifrica - "Times Like These"
16. Alborosie & Camilla - "One Draw"